# 코파 델 레이 2005-06
코파 델 레이 2005-06(스페인어: Copa del Rey de Fútbol 2005-06)은 스페인의 연간 축구 컵대회인 코파 델 레이의 102번째 시즌이다. 이 대회에 스페인 축구 리그에 소속된 총 82개의 구단이 참가했다. 이 대회는 2005년 8월 31일에 시작되어 2006년 4월 12일에 마드리드의 산티아고 베르나베우에서 열린 결승전으로 막을 내렸다. 에스파뇰은 결승전에서 사라고사를 4-1로 대파하고 6년 만에 대회 통산 4번째 우승을 거두었다. 이 시즌 우승을 거둔 에스파뇰은 UEFA컵 진출권을 획득했다.
전 시즌 우승을 거둔 베티스는 레알 마드리드와의 8강전 경기에서 합계 0-2로 패해 탈락했다.

## 예선 라운드
| 팀 1                       | 합계          | 팀 2          | 1차전 | 2차전 |
| -------------------------- | ------------- | ------------- | ----- | ----- |
| 라스 로사스                | 1–3           | 알칼라        | 0–2   | 1–1   |
| 테니스카                   | 2–1           | 오우렌세      | 0–0   | 2–1   |
| 라피도 데 보우사스         | 1–2           | 라요 바예카노 | 1–0   | 0–2   |
| 우니베르시다드 라스 팔마스 | 0–1           | 라스 팔마스   | 0–0   | 0–1   |
| 프로메사스 폰페라다        | [ 1 ]         | 부르고스      |       |       |
| 에스코베도                 | 0–4           | 오비에도      | 0–2   | 0–2   |
| 포르투갈레테               | (원) 2–2      | 폰페라디나    | 0–1   | 2–1   |
| 바라칼도                   | 1–2           | 레모나        | 1–1   | 0–1   |
| 간디아                     | 1–5           | 비야호요사    | 1–1   | 0–4   |
| 바르바스트로               | 1–6           | 알코야노      | 1–3   | 0–3   |
| 바예 데 에구에스           | 2–5           | 로그로녜스    | 1–2   | 1–3   |
| 콘스탄시아                 | 1–9           | 알리칸테      | 0–5   | 1–4   |
| 칼라오라                   | 1–6           | 로스피탈레트  | 1–3   | 0–3   |
| 알만사                     | 2–1           | 비야누에바    | 1–0   | 1–1   |
| 메리다                     | 2–0           | 콩켄세        | 2–0   | 0–0   |
| 세우타                     | 1–1 (10–9 승) | 알헤시라스    | 1–0   | 0–1   |
| 바사                       | 3–2           | 마르베야      | 0–0   | 3–2   |
| 아길라스                   | 4–2           | 레가네스      | 2–0   | 2–2   |

- 레알 우니온과 사모라는 부전승으로 다음 라운드에 진출했다.

## 1라운드
| 2005년 8월 31일   |     |                      |               |
| 무르시아          | 1–0 | 테네리페             |               |
| 로르카 데포르티바 | 1–2 | 시우다드 데 무르시아 |               |
| 레크레아티보      | 3–2 | 엘체                 |               |
| 라싱 페롤         | 2–0 | 스포르팅 히혼        |               |
| 카스테욘          | 0–2 | 례이다               |               |
| 에르쿨레스        | 0–1 | 짐나스틱             |               |
| 알바세테          | 2–1 | 에히도               |               |
| 알메리아          | 0–0 | 누만시아             | 승부차기: 1–3 |
| 헤레스            | 1–1 | 바야돌리드           | 승부차기: 4–2 |
| 레반테            | 0–1 | 에이바르             |               |

## 2라운드
| 2005년 9월 14일, 15일 |     |                      |               |
| 바사                  | 2–1 | 시우다드 데 무르시아 |               |
| 코르도바              | 0–3 | 짐나스틱             |               |
| 포르투갈레테          | 0–1 | 레알 우니온          |               |
| 부르고스              | 3–1 | 살라망카             |               |
| 아길라스              | 1–1 | 누만시아             | 승부차기: 4–5 |
| 세우타                | 0–1 | 에이바르             |               |
| 레모나                | 0–2 | 례이다               |               |
| 알코야노              | 3–0 | 라싱 페롤            |               |
| 알리칸테              | 2–0 | 레크레아티보         |               |
| 라요 바예카노         | 1–0 | 오비에도             |               |
| 사모라                | 1–0 | 비야호요사           |               |
| 로스피탈레트          | 2–0 | 폰테베드라           |               |
| 알칼라                | 2–4 | 헤레스               |               |
| 메리다                | 2–3 | 알바세테             |               |
| 테니스카              | 0–0 | 무르시아             | 승부차기: 3–2 |
| 테라사                | 2–3 | 로그로녜스           |               |
| 알만사                | 1–2 | 라스 팔마스          |               |

## 3라운드
| 2005년 10월 19일, 20일 |     |                     |               |
| 에이바르               | 1–0 | 알라베스            |               |
| 헤레스                 | 3–2 | 누만시아            |               |
| 라요 바예카노          | 1–2 | 헤타페              |               |
| 레알 우니온            | 0–1 | 아틀레틱 빌바오     |               |
| 부르고스               | 1–0 | 라싱 산탄데르       |               |
| 테니스카               | 1–3 | 셀타 비고           |               |
| 라스 팔마스            | 0–1 | 아틀레티코 마드리드 |               |
| 사모라                 | 1–1 | 레알 소시에다드     | 승부차기: 2–0 |
| 알리칸테               | 1–1 | 사라고사            | 승부차기: 5–6 |
| 알코야노               | 4–1 | 마요르카            |               |
| 로그로녜스             | 0–1 | 례이다              |               |
| 로스피탈레트           | 4–3 | 짐나스틱            |               |
| 바사                   | 1–1 | 말라가              | 승부차기: 4–3 |
| 알바세테               | 1–3 | 카디스              |               |

## 4라운드
| 2005년 11월 9일, 30일 |     |                     |               |
| 바사                  | 0–1 | 셀타 비고           |               |
| 례이다                | 2–4 | 헤타페              |               |
| 로스피탈레트          | 1–3 | 아틀레틱 빌바오     |               |
| 부르고스              | 0–2 | 카디스              |               |
| 사모라                | 1–1 | 에이바르            | 승부차기: 4–3 |
| 헤레스                | 2–2 | 사라고사            | 승부차기: 6–7 |
| 알코야노              | 0–1 | 아틀레티코 마드리드 |               |

## 16강전
| 팀 1                | 합계     | 팀 2          | 1차전 | 2차전 |
| ------------------- | -------- | ------------- | ----- | ----- |
| 아틀레틱 빌바오     | 0–5      | 레알 마드리드 | 0–1   | 0–4   |
| 비야레알            | 0–3      | 발렌시아      | 0–2   | 0–1   |
| 셀타 비고           | 1–1 (원) | 베티스        | 1–1   | 0–0   |
| 헤타페              | 3–4      | 에스파뇰      | 0–1   | 3–3   |
| 데포르티보          | 4–2      | 오사수나      | 3–0   | 1–2   |
| 카디스              | 3–2      | 세비야        | 3–2   | 0–0   |
| 사모라              | 1–9      | 바르셀로나    | 1–3   | 0–6   |
| 아틀레티코 마드리드 | 2–3      | 사라고사      | 0–1   | 2–2   |

## 8강전
| 팀 1       | 합계 | 팀 2          | 1차전 | 2차전 |
| ---------- | ---- | ------------- | ----- | ----- |
| 사라고사   | 5–4  | 바르셀로나    | 4–2   | 1–2   |
| 베티스     | 0–2  | 레알 마드리드 | 0–1   | 0–1   |
| 카디스     | 0–4  | 에스파뇰      | 0–2   | 0–2   |
| 데포르티보 | 2–1  | 발렌시아      | 1–0   | 1–1   |

### 1차전
| 2006년 1월 18일 | 카디스 | 0–2               | 에스파뇰                    | 카디스                                                                             |  |  |
| 20:00 CET       |        | 리포트 (스페인어) | 판디아니 50′ · 프레드송 88′ | 경기장: 라몬 데 카란사 관중 수: 13,000 심판: 마누엘 메후토 곤살레스 (아스투리아스) |  |  |
|                 |        |                   |                             |                                                                                    |  |  |

| 2006년 1월 18일 | 베티스 | 0–1               | 레알 마드리드 | 세비야                                                                                          |  |  |
| 21:30 CET       |        | 리포트 (스페인어) | 카사노 65′    | 경기장: 마누엘 루이스 데 로페라 관중 수: 50,000 심판: 베르나르디노 곤살레스 바스케스 (갈리시아) |  |  |
|                 |        |                   |               |                                                                                                 |  |  |

| 2006년 1월 19일 | 데포르티보            | 1–0               | 발렌시아 | 라 코루냐                                                                    |  |  |
| 22:00 CET       | 세르히오 78′ (페널티) | 리포트 (스페인어) |          | 경기장: 리아소르 관중 수: 20,000 심판: 에두아르도 이투랄데 곤살레스 (바스크) |  |  |
|                 |                       |                   |          |                                                                              |  |  |

| 2006년 1월 26일 | 사라고사                                     | 4–2               | 바르셀로나                           | 사라고사                                                                                |  |  |
| 21:00 CET       | 밀리토 23′, 93′ (페널티) · 에웨르통 25′, 27′ | 리포트 (스페인어) | 라르손 37′ · 호나우지뉴 61′ (페널티) | 경기장: 라 로마레다, 사라고사 관중 수: 34,700 심판: 루이스 메디나 칸탈레호 (안달루시아) |  |  |
|                 |                                              |                   |                                      |                                                                                         |  |  |

### 2차전
| 2006년 1월 25일 | 에스파뇰                 | 2–0               | 카디스 | 바르셀로나                                                                |  |  |
| 20:00 CET       | 조프레 72′, 76′ (페널티) | 리포트 (스페인어) |        | 경기장: 몬주이크 관중 수: 9,500 심판: 빅토르 에스키나스 토레스 (마드리드) |  |  |
|                 |                          |                   |        |                                                                           |  |  |

| 2006년 1월 25일 | 레알 마드리드 | 1–0               | 베티스 | 마드리드                                                                         |  |  |
| 20:00 CET       | 호비뉴 43′    | 리포트 (스페인어) |        | 경기장: 산티아고 베르나베우 관중 수: 62,000 심판: 미겔 앙헬 페레스 라사 (바스크) |  |  |
|                 |               |                   |        |                                                                                  |  |  |

| 2006년 1월 25일 / 2월 1일 | 발렌시아 | 1–1                                 | 데포르티보          | 발렌시아                                                            |  |  |
| 22:00 CET 22:00 CET       | 비야 43′ | 리포트 (스페인어) 리포트 (스페인어) | 빅토르 69′ (페널티) | 경기장: 메스타야 관중 수: 32,000 / 0 심판: 메히아 다빌라 (마드리드) |  |  |
|                           |          |                                     |                     |                                                                     |  |  |

| 2006년 2월 1일 | 바르셀로나            | 2–1               | 사라고사     | 바르셀로나                                                                   |  |  |
| 22:00 CET      | 메시 42′ · 라르손 90′ | 리포트 (스페인어) | 오스카르 65′ | 경기장: 캄 노우 관중 수: 56,511 심판: 로드리게스 산티아고 (카스티야 이 레온) |  |  |
|                |                       |                   |              |                                                                              |  |  |

## 준결승전
| 팀 1     | 합계 | 팀 2          | 1차전 | 2차전 |
| -------- | ---- | ------------- | ----- | ----- |
| 사라고사 | 6–5  | 레알 마드리드 | 6–1   | 0–4   |
| 에스파뇰 | 2–1  | 데포르티보    | 2–1   | 0–0   |

### 1차전
| 2006년 2월 8일 | 사라고사                                      | 6–1               | 레알 마드리드  | 사라고사                                                                  |  |  |
| 21:00 CET      | 밀리토 14′, 21′, 34′, 56′ · 에웨르통 59′, 82′ | 리포트 (스페인어) | 바프티스타 37′ | 경기장: 라 로마레다 관중 수: 32,000 심판: 알폰소 페레스 부룰 (칸타브리아) |  |  |
|                |                                               |                   |                |                                                                           |  |  |

| 2006년 2월 9일 | 에스파뇰                             | 2–1               | 데포르티보           | 바르셀로나                                                                 |  |  |
| 21:00 CET      | 가르시아 56′ (페널티) · 판디아니 89′ | 리포트 (스페인어) | 카스트로 4′ (페널티) | 경기장: 몬주이크 관중 수: 16,250 심판: 루이스 메디나 칸탈레호 (안달루시아) |  |  |
|                |                                      |                   |                      |                                                                            |  |  |

### 2차전
| 2006년 2월 14일 | 레알 마드리드                                                | 4–0               | 사라고사 | 마드리드                                                                                    |  |  |
| 21:00 CET       | 시시뉴 1′ · 호비뉴 5′ · 호나우두 10′ · 호베르투 카를루스 60′ | 리포트 (스페인어) |          | 경기장: 산티아고 베르나베우 관중 수: 75,000 심판: 베르나르디노 곤살레스 바스케스 (갈리시아) |  |  |
|                 |                                                              |                   |          |                                                                                             |  |  |

| 2006년 2월 15일 | 데포르티보 | 0–0               | 에스파뇰 | 라 코루냐                                                                |  |  |
| 21:00 CET       |            | 리포트 (스페인어) |          | 경기장: 리아소르 관중 수: 28,000 심판: 알베르토 운디아노 마옝코 (나바라) |  |  |
|                 |            |                   |          |                                                                          |  |  |

## 결승전
| 에스파뇰                                 | 4–1    | 사라고사     |
| ---------------------------------------- | ------ | ------------ |
| 타무도 2′ · 가르시아 33′, 86′ · 코로 71′ | 리포트 | 에웨르통 28′ |

## 득점 집계
| 순위 | 이름              | 골 | 구단          |
| ---- | ----------------- | -- | ------------- |
| 1    | 에웨르통          | 8  | 사라고사      |
| 2    | 디에고 밀리토     | 6  | 사라고사      |
| 3    | 호비뉴            | 4  | 레알 마드리드 |
| 3    | 헤수스 페레라     | 4  | 셀타 비고     |
| 3    | 헨리크 라르손     | 4  | 바르셀로나    |
| 6    | 벨리코 파우노비치 | 3  | 헤타페        |
| 6    | 루이스 가르시아   | 3  | 에스파뇰      |
| 8    | 14명              | 2  |               |

## 우승
| 코파 델 레이 2005-06 우승 |
| ------------------------- |
| 에스파뇰 4번째 우승       |